# هيني هديجر
هيني هديجر (Heini Hediger) (1908-1992) كان عالم سويسري معروف لعملة في مجال سلوك الحيوانات. وقد وصف مجموعة من المعايير التفاعلية التي تستخدم بشكل أو بآخر بين حيوانات من نفس النوع أو من أنواع مختلفة. هذة النظريات البيولوجية قد أستخدمت من قبل إدوارد هول () عام 1966 في "المسافة والنظريات الأنثروبولوجية والاجتماعية. كان المدير السابق للحديقة الحيوانات في زيورخ.